# Livrustkammaren
Il Livrustkammaren (in italiano "Armeria Reale") è un museo ospitato nel Stockholms slott, la Residenza ufficiale della famiglia reale svedese, ed espone molti reperti della storia militare nazionale. È anche il più antico museo di Svezia, fondato da re Gustavus Adolphus nel 1628 quando decise che abiti ed armature indossati durante la campagna di Polonia dovevano essere preservati per i posteri.